# Bruno Julie
Louis Richard Bruno Julie (ur. 11 lipca 1978 w Beau Bassin) – maurytyjski bokser, brązowy medalista Letnich Igrzysk Olimpijskich 2008 w Pekinie, złoty medalista Igrzysk Afrykańskich 2011 w Maputo, brązowy medalista Igrzysk Afrykańskich 2007 w Algierze, dwukrotny brązowy medalista igrzysk Wspólnoty Narodów w roku 2006 i 2010, srebrny medalista Igrzysk Frankofońskich 2009 w Bejrucie z roku 2009, złoty medalista Mistrzostw Wspólnoty Narodów 2007 w Liverpoolu, pięciokrotny medalista mistrzostw Afryki w roku 2001, 2003, 2007, 2009 i 2011. Bruno Julie jest jedynym w historii reprezentantem Mauritius, który zdobył medal olimpijski dla swojego kraju.

## Kariera
W marcu 2001 rywalizował w kategorii muszej na turnieju Trofeo Italia 2001 w Neapolu. W pojedynku eliminacyjnym pokonał walkowerem Gruzina Dawida Adamaszwiliego, awansując do ćwierćfinału. W ćwierćfinale przegrał na punkty (2:14) z reprezentantem Ukrainy Wołodymyrem Sydorenką, który został późniejszym zwycięzcą w kategorii muszej. W maju 2001 zdobył srebrny medal w kategorii muszej na Mistrzostwach Afryki 2001 w Port Louis. W finale mistrzostw pokonał go na punkty (14:27) Algierczyk Mbarek Soltani. W lipcu 2001 rywalizował na Igrzyskach Frankofońskich 2001 w Ottawie. W eliminacjach pokonał na punkty (10:4) reprezentanta Francji Malika Bouziane, a w ćwierćfinale doznał porażki z reprezentantem Rumunii Bogdanem Dobrescu, któremu uległ przed czasem w drugiej rundzie.
W marcu 2002 był uczestnikiem Trofeo Italia 2002 w Neapolu. Julie rywalizację zakończył na półfinale z reprezentantem Rosji Gieorgijem Bałakszynem, ulegając mu wyraźnie na punkty. Na przełomie lipca a sierpnia 2002 reprezentował Mauritius na Igrzyskach Wspólnoty Narodów 2002 w Manchesterze. W 1/8 finału pokonał na punkty Nigeryjczyka Sundaya Michaela, a w ćwierćfinale przegrał na punkty (21:30) z Zambijczykiem Kennedym Kenyantą, który został późniejszym zwycięzcą w kategorii muszej.
W maju 2003 został wicemistrzem Afryki w kategorii koguciej. W finale przegrał z Malikiem Bouziane, który reprezentował Algierię. We wrześniu 2003 zdobył złoty medal na Igrzyskach Wysp Oceanu Indyjskiego 2003 w Reduit. W finale igrzysk pokonał Georgesa Rakotoarimbela.
W marcu 2006 reprezentował Mauritius na Igrzyskach Wspólnoty Narodów 2006 w Melbourne. W 1/16 finału pokonał na punkty (26:10) Namibijczyka Immanuela Naidjala. W 1/8 finału wyeliminował Abida Alego, wygrywając na punkty (27:13). W walce ćwierćfinałowej pokonał Matthew Edmondsa, zapewniając sobie miejsce na podium w kategorii koguciej. W półfinale pokonał wyraźnie na punkty (21:10) Botswańczyka Mmoloki Nogenga, awansując do finału. W finale Julie przegrał na punkty (12:20) z reprezentantem Indii Akhilem Kumarem.
W maju 2007 zdobył złoty medal w kategorii koguciej na Mistrzostwach Afryki 2007 w Antananarywie. W pierwszym dniu rywalizacji pokonał na punkty (16:10) Egipcjanina Mohammada Abdelrahima. W drugim dniu eliminacji pokonał na punkty (27:8) srebrnego medalistę igrzysk frankofońskich z roku 2005, Leonce'a Ibouanga. W ćwierćfinale pokonał na punkty Ibrahima Keitę, wygrywając z nim na punkty (22:9). W półfinale pokonał na punkty (29:12) Ugandyjczyka Attanusa Mugerwę, a w pojedynku finałowym zwyciężył Abdelhalima Ouradiego, wygrywając z nim na punkty (20:13). 12 lipca 2007 przystąpił do rywalizacji na Igrzyskach Afrykańskich 2007 w Algierze. Rywalizację rozpoczął od pokonania w 1/16 finału reprezentanta Lesotho Thabiso Nketu. W 1/8 finału pokonał na punkty (18:9) Egipcjanina Mohammada Abdelrahima, awansując do ćwierćfinału w kategorii koguciej. Julie w ćwierćfinale wyeliminował Sambę Diarrę, nokautując go w drugiej rundzie pojedynku. W półfinale przegrał wyraźnie na punkty (10:24) ze swoim byłym rywalem Abdelhalimem Ouradim, zdobywając ostatecznie brązowy medal w kategorii koguciej. Pod koniec lipca 2007 zdobył złoty medal w kategorii koguciej na Mistrzostwach Wspólnoty Narodów 2007 w Liverpoolu. W półfinale pokonał na punkty (21:18) reprezentanta Anglii Luke'a Campbella, a w finale Luke'a Boyda, wygrywając na punkty (23:10). W październiku 2007 rywalizował na Mistrzostwach Świata 2007 w Chicago. W 1/32 finału pokonał przed czasem w trzeciej rundzie Hiszpana Francisco Castillejo, w 1/16 finału Uzbeka Orzubeka Shayimova, wygrywając na punkty (34:13), a w 1/8 finału przegrał na punkty (19:26) z Anglikiem Josephem Murrayem. W czerwcu 2008 zwyciężył w Pucharze Narodów Afryki 2008 w Vacoas, wygrywając w finale kategorii koguciej z Egipcjaninem Mohammadem Abdelrahimem.

### Letnie Igrzyska Olimpijskie 2008
Na Letnie Igrzyska Olimpijskie 2008 w Pekinie zakwalifikował się zajmując drugie miejsce w turnieju kwalifikacyjnym dla Afryki, który odbył się w marcu w Windhuk. Rywalizację na igrzyskach rozpoczął od zwycięstwa w 1/16 finału kategorii koguciej nad Thabiso Nketu, pokonując go na punkty (17:8). W 1/8 finału pokonał na punkty (16:4) Uzbeka Hurshida Tajibayeva, awansując do ćwierćfinału. W ćwierćfinale pokonał na punkty (13:9) Wenezuelczyka Héctora Manzanillę, zapewniając sobie miejsce na podium oraz pierwszy w historii medal olimpijski dla swojego kraju. W półfinale przegrał nieznacznie na punkty (5:7) z Kubańczykiem Yankielem Leónem, zdobywając ostatecznie brązowy medal.

### Dalsza kariera
W lipcu 2009 zdobył srebrny medal w kategorii koguciej na Mistrzostwach Afryki 2009 w Vacoas. W ćwierćfinale pokonał przed czasem w trzeciej rundzie Davy Koffiego, zapewniając sobie miejsce na podium. W półfinale pokonał na punkty (8:0) Marokańczyka Abdelfataha Nafila, a w finale poniósł porażkę, przegrywając na punkty (4:7) z Algierczykiem Abdelhalimem Ouradim. Na przełomie września a października 2009 reprezentował Mauritius w kategorii koguciej na Igrzyskach Frankofońskich 2009. W ćwierćfinale igrzysk znokautował w pierwszej rundzie reprezentanta Burkina Faso Laurenta Ouedraogo. W półfinale pokonał na punkty (8:1) Egipcjanina Ahmeda Abdelmawgouda, a w finale doznał porażki z reprezentantem Rumunii Răzvanem Andreianą, któremu uległ na punkty (4:8), zdobywając srebrny medal.
W marcu 2010 zdobył brązowy medal w kategorii koguciej na Mistrzostwach Wspólnoty Narodów 2010 w Nowe Delhi. W ćwierćfinale pokonał na punkty (8:1) Muhammada Solihina, a w półfinale doznał porażki z reprezentantem Anglii Iainem Weaverem, ulegając mu na punkty (3:12). W październiku 2010 rywalizował na Igrzyskach Wspólnoty Narodów 2010 w Nowe Delhi, startując w kategorii koguciej. W 1/16 finału pokonał na punkty (9:4) Nigeryjczyka Taiwo Agabaje, w 1/8 finału pokonał na punkty (12:1) Tanzańczyka Revocatusa Shomari, awansując do ćwierćfinału. W ćwierćfinale wyeliminował złotego medalistę Igrzysk Wspólnoty Narodów 2006 z Melbourne w kategorii koguciej, Akhila Kumara, wygrywając nieznacznie na punkty (7:5). W półfinale przegrał nieznacznie na punkty z Walijczykiem Seanem McGoldrickiem, ulegając mu zaledwie jednym punktem. W klasyfikacji generalnej wraz z Kenijczykiem Nickiem Okoth zajął 3. miejsce, zdobywając brązowy medal.
W lutym 2011 został mistrzem kraju w kategorii koguciej, pokonując w finale Sylvaina Madile. W czerwcu 2011 został wicemistrzem Afryki w kategorii koguciej. W ćwierćfinale pokonał na punkty (13:11) Marokańczyka Hichama Mesbahiego, w półfinale pokonał reprezentanta Gabonu Romeo Lemboumbę, wygrywając z nim na punkty (17:5). W finale Julie zmierzył się z Algierczykiem Mohamedem Oudahim, z którym przegrał na punkty (9:13). We wrześniu 2011 zdobył złoty medal na Igrzyskach Afrykańskich 2011 w Maputo. W 1/8 finału pokonał przed czasem Salima Kwizera, w ćwierćfinale Zambijczyka Douglasa Banda, w półfinale Mozambijczyka Antonio Watcha, a w finale pokonał Algierczyka Reda Benbaziza, pokonując go po dogrywce. Na przełomie września a października 2011 rywalizował na Mistrzostwach Świata 2011 w Baku, na których odpadł już w pierwszej walce, przegrywając na punkty z naturalizowanym Szwedem Bashirem Hassanem.
W 2012 próbował zdobyć kwalifikacje na Letnie Igrzyska Olimpijskie 2012 w Londynie, jednak przegrał w 1/8 finału turnieju kwalifikacyjnego w Casablance.